# Ariel (Washington)
Ariel es un área no incorporada ubicada en el condado de Cowlitz en el estado estadounidense de Washington.